# Allagrapha
Allagrapha es un género monotípico de lepidópteros perteneciente a la familia Noctuidae. Su única especie:  Allagrapha aerea (Hübner, [1803]), se encuentra en el este de América del Norte desde el sur de Ontario hasta el Panhandle de Florida y al oeste hasta Nebraska.
Tiene una envergadura de 28-42 mm. Los adultos están en vuelo desde abril a septiembre o hasta octubre en el sur. Hay dos generaciones por año.
Las larvas se alimentan probablemente sobre plantas herbáceas. Las larvas se han registrado en especies de Urtica, Aster umbellatus y en la soja.